# スイッチブレード (航空機)
スイッチブレード
飛行中のスイッチブレード 300
- 用途：無人攻撃機（徘徊型兵器）
- 分類：無人攻撃機
- 製造者：エアロヴァイロンメント（英語版）
- 運用者：

  -  アメリカ合衆国（陸軍、海兵隊）
  -  イギリス（イギリス軍）
  -  ウクライナ（ウクライナ陸軍）
- ユニットコスト：6,000 USドル（スイッチブレード 300）[1][2]

スイッチブレード（英: Switchblade）は、エアロヴァイロンメントが開発した自爆突入型無人航空機（徘徊型兵器）。アメリカ陸軍の殺傷性小型飛翔弾薬システム（英語: Lethal Miniature Aerial Missile System）として開発された。
人員や非装甲車両などソフトターゲットを標的とするスイッチブレード 300、戦車など装甲車両を標的とするスイッチブレード 600のほか、非武装型のブラックウイングがある。
スイッチブレードという名称は、英語で飛び出しナイフを意味する。

## 概要
歩兵が背負って運べるほどのコンパクトな兵器で、迫撃砲の様な筒状のランチャーから発射された後、機体は折り畳まれていた翼を展開して固定翼機の様な形態で電動モーターの推進力で飛行をする。
歩兵がコントローラーで遠隔操作でき、スイッチブレードの機首部分に搭載された高性能カメラから送られた映像で偵察が出来る。
弾頭を搭載した攻撃型は、最終的に歩兵が偵察映像で敵を確認して指令を送り、敵に向かって自爆攻撃を完了する。攻撃に人工知能（AI）等は介入せず、攻撃の判断は全て人間が行う。

## 派生型
- スイッチブレード 300 - ソフトターゲット攻撃型
- スイッチブレード 600 - 対戦車弾頭搭載型[4][5]
- ブラックウイング - 非武装型

## 採用国
- アメリカ合衆国[6][7]
- イギリス[8]
- ウクライナ（2022年ロシアのウクライナ侵攻への防衛手段として米国が供与）[9][10]

### 将来の採用国
- オーストラリア
- カナダ
- フランス
- ギリシャ
- リトアニア
- ルーマニア
- スウェーデン
- 中華民国（台湾）

## 性能諸元
出典

- 全幅：1.34m（スイッチブレード 300）
- 全長：0.495m（スイッチブレード 300）/1.30m（スイッチブレード 600）
- 飛翔体重量：N/A（スイッチブレード 300）/14.97kg（スイッチブレード 600）
- 装備重量（ランチャー、運搬袋含む）：2.5kg（スイッチブレード 300）/22.7kg（スイッチブレード 600）
- 電気モーター×1基
- 最大速度：160km/h（スイッチブレード 300）/185km/h（スイッチブレード 600）
- 巡航速度：101km/h（スイッチブレード 300）/113km/h（スイッチブレード 600）
- 運用高度：4,600m
- 航続範囲：10kmまたは15分（スイッチブレード 300）/40kmまたは40分（スイッチブレード 600）
- センサー：ビデオカメラ+赤外線センサー
- 弾頭：タングステン弾片内蔵炸薬弾頭（スイッチブレード 300）/タンデム成形炸薬弾頭（スイッチブレード 600）
- 弾頭重量：0.3kg（スイッチブレード 300）/N/A（スイッチブレード 600）